# 老鼠簕
老鼠簕（學名：Acanthus ilicifolius）；簕注音：ㄌㄜˋ；拼音：lè；粵拼：lak6））是爵床科老鼠簕属的一種灌木，高0.5—1（1英尺8英寸—3英尺3英寸）。其叶十字对生，頂端有尖刺。穗状花序顶生，花期4至6月。結蒴果。也称冬青叶老鼠簕、离苞厦门老鼠簕、淡蓝紫老鼠簕、厦门老鼠簕。
這種植物分布在中国大陆的福建、海南、广东鎮海灣等地，多生于潮汐能地带、海岸或海滨地带，常見於紅樹林中。有防风消浪、促淤保滩的功效。此外，其根是一味中药，有凉血清热、散痰积、解毒止痛之用。现代医学则认为其提取物具有多项药理活性。

## 外部連結
- 老鼠簕, Laoshule 藥用植物圖像數據庫 (香港浸會大學中醫藥學院) （繁體中文）（英文）